# Fifth of July
Fifth of July è un'opera teatrale del drammaturgo statunitense Lanford Wilson, debuttato a New York nel 1978. Insieme a Talley's Folly (1980) e Talley & Son (1985), Fifth of July fa parte della "Talley Trilogy", una trilogia sulla famiglia Talley nel Missouri rurale.

## Trama
Kenneth Talley Jr. è un veterano della guerra del Vietnam, paraplegico e omosessuale. Vive nella sua casa natale con il fidanzato Jed Jenkins, un botanico, e ha deciso di non tornare a insegnare inglese al liceo locale per il nuovo anno scolastico. Ken e Jed ricevono la visita della sorella e della nipote, June e Shirley Talley, e degli amici John e Gwen Landis. Gwen ha ereditato dal padre una fiorente industria, di cui si occupa il marito, e la sua vera aspirazione è diventare una cantante country. John si offre di comprare casa Talley per trasformarla nello studio di registrazione della moglie, ma Ken sospetta che la vera intenzione dell'uomo è quella di estromettere la moglie dagli affari; John ha anche un altro scopo, quello di ottenere l'affidamento condiviso di Shirley, la figlia che ha avuto in segreto da June.
Arrivano a casa Talley anche Weston Hurley, il chitarrista di Gwen, e Sally Talley, la zia di Ken. La donna è rimasta vedova da più di un anno, ma si ostina a portare le ceneri del marito sempre con sé. Ken organizza l'asta per stabilire il futuro proprietario di Casa Talley e zia Sally fa l'offerta migliore e compra la proprietà. La donna però non è intenzionata a tenerla e la regala a Jed perché possa continuare a coltivare il suo giardino.

## Produzioni
Marshall W. Mason diresse la prima produzione della piece, andata in scena al Circle Repertory Company nell'Off Broadway dal 27 aprile al 1º ottobre 1978. Facevano parte del cast: William Hurt (Kenneth Talley Jr.), Jeff Daniels (Jed), Amy Wright (Shirley), Danton Stone e Jonathan Hogan.
Fifth of July debuttò a Broadway il 5 novembre 1980 e rimase in scena al New Apollo Theatre per 511 repliche, fino al 24 gennaio 1982. Mason curava ancora la regia, Daniels tornò ad interpretare Jed e Amy Wright Shirley. Il resto del nuovo cast comprendeva Christopher Reeve (Ken) e Swoosie Kurtz (Gwen). Il dramma, un grande successo di critica e pubblico, fu candidato a cinque Tony Award, tra cui quello per la migliore opera teatrale. La performance della Kurtz nel ruolo di Gwen le valse il Drama Desk Award ed il Tony Award alla miglior attrice non protagonista in uno spettacolo. Allo scadere del contratto, Reeve fu sostituito da Richard Thomas, Michael O'Keefe, Timothy Bottoms ed infine Joseph Bottoms; Laraine Newman sostituì Sweeosie Kurtz nel ruolo di Gwen e Kathy Bates rimpiazzò Joyce Reehling nel ruolo di June.
Un revival di Fifth of July è andato in scena al Signature Theatre di New York nel 2002, con Robert Sean Leonard nel ruolo di Ken e Parker Posey in quello di Gwen.